# Magnitogorsk
Magnitogorsk (in russo Магнитогорск?) è una città dell'oblast' di Čeljabinsk in Russia. È situata nella sezione meridionale dei monti Urali lungo il corso del fiume Ural.
Prende il nome dal monte Magnitnaja, una montagna quasi interamente composta da minerali ferrosi (con una percentuale di ferro tra il 55 e il 60%). Ospita il più grande centro siderurgico russo per la produzione e lavorazione dell'acciaio, costruito a tappe forzate durante il primo piano quinquennale dell'Unione Sovietica.
Alla città è dedicato l'asteroide 2094 Magnitka.

## Geografia fisica
Magnitogorsk sorge sulle pendici degli Urali meridionali. Essendo situata a cavallo del fiume Ural, è pressoché equamente divisa fra Europa ed Asia; i due continenti, infatti sono divisi dal confine tradizionale dal fiume che divide le due parti di questa città. 

### Clima
| Mese | Mesi | Mesi | Mesi | Mesi | Mesi | Mesi | Mesi | Mesi | Mesi | Mesi | Mesi | Mesi | Stagioni | Stagioni | Stagioni | Stagioni | Anno |
| Mese | Gen  | Feb  | Mar  | Apr  | Mag  | Giu  | Lug  | Ago  | Set  | Ott  | Nov  | Dic  | Inv      | Pri      | Est      | Aut      | Anno |
| ---- | ---- | ---- | ---- | ---- | ---- | ---- | ---- | ---- | ---- | ---- | ---- | ---- | -------- | -------- | -------- | -------- | ---- |

## Storia

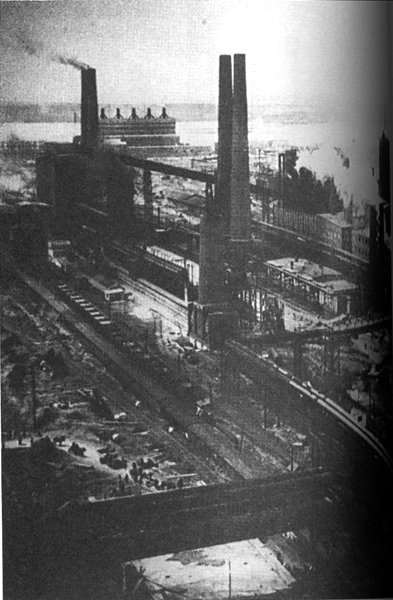
L'impianto negli anni '30

Un primo fortino venne edificato nel 1743, ma è con l'elaborazione da parte di Iosif Stalin del piano quinquennale che sorse la città di Magnitogorsk. Il dittatore sovietico, desideroso di potenziare al massimo la produzione siderurgica sovietica secondo i programmi di accumulazione primitiva ritenuti necessari per sviluppare in modo decisivo l'economia socialista, decise di creare proprio in questa zona, ricca appunto di minerali ferrosi, uno dei due più grandi centri siderurgici del paese (l'altro era a la NKMK di Stalinsk). Furono presi ad esempio i grandi impianti industriali delle città americane di Pittsburgh e Gary. La manodopera venne reclutata tra i tanti contadini, che tuttavia, avendo una scarsa preparazione, furono affiancati da centinaia di esperti provenienti anche da altri paesi. Sorse in questo modo il gigantesco kombinat metallurgico di Magnitogorsk (MMK), noto anche come "Magnitka", che fu per decenni il più grande centro siderurgico dell'Unione Sovietica e uno dei maggiori del mondo.
La città che sorse accanto al polo siderurgico venne progettata secondo i canoni classici delle città lineari, con grandi viali alberati costeggiati da grandi blocchi residenziali creati per ospitare gli operai e le loro famiglie. Ottenne lo status di città nel 1931, ma nel 1937 i cittadini stranieri vennero allontanati e Magnitogorsk venne dichiarata città chiusa.
Durante la seconda guerra mondiale fornì incessantemente acciaio all'Armata Rossa e data la sua lontananza, non venne toccata dal conflitto.
Durante la perestrojka, negli anni '80, le venne tolto lo status di città chiusa e l'impianto metallurgico è stato riorganizzato in una società per azioni, che ha successivamente contribuito alla costruzione dell'aeroporto e della ferrovia.
Le miniere della zona sono attualmente in disuso, dato che è diventato più economico importare i minerali dal Kazakistan.

## Cultura

### Istruzione
In città sono presenti tre università: l'Università tecnica statale (MGTU), l'Università statale (MaGU) e il Conservatorio statale (MGK).

### Monumenti e luoghi d'interesse
Nel 1979 fu installato nella città di Magnitogorsk un monumento per segnare il confine tra l'Europa e l'Asia; si trova sulla riva destra del fiume Ural all'ingresso del Ponte Centrale, che attraversa il fiume Ural. Fu costruito in onore del 50º anniversario della città secondo il progetto dell'architetto V.N. Bohun. L'obelisco è costituito da due enormi cubi con un'immagine simbolica della Terra, divisi in due parti con le lettere "E" (Europa) e "A" (Asia). Sul ponte stesso ci sono quattro stele, che simboleggiano il confine tra Europa e Asia. Al centro del ponte c'è un cartello stradale "Europa-Asia".

## Infrastrutture e trasporti
La città possiede un aeroporto internazionale e una ferrovia.
La città è all'8º posto nel mondo e al 2º in Russia per congestioni stradali secondo l'INRIX.

## Amministrazione

### Gemellaggi
- Atyrau
- Brandeburgo sulla Havel
- Homel'
- Daugavpils
- Huai'an

## Sport
La città possiede una squadra di hockey su ghiaccio, la Metallurg Magnitogorsk, che milita nella Kontinental Hockey League e una squadra di calcio, il Futbol'nyj Klub Magnitogorsk, che milita nel Pervenstvo Rossii sredi ljubitel'skich futbol'nych klubov.